# Koziczyn (województwo mazowieckie)

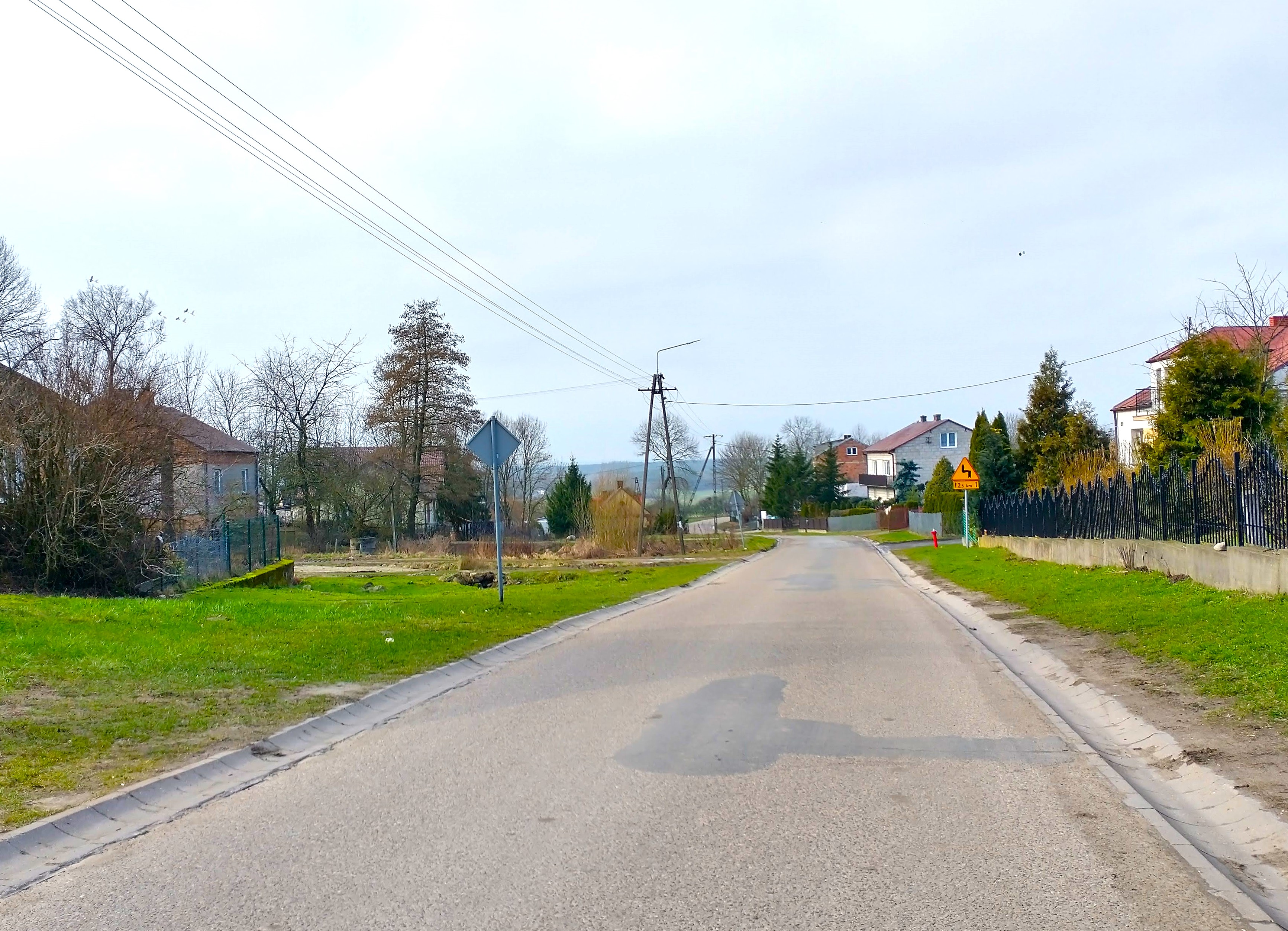
Fragment centrum wsi

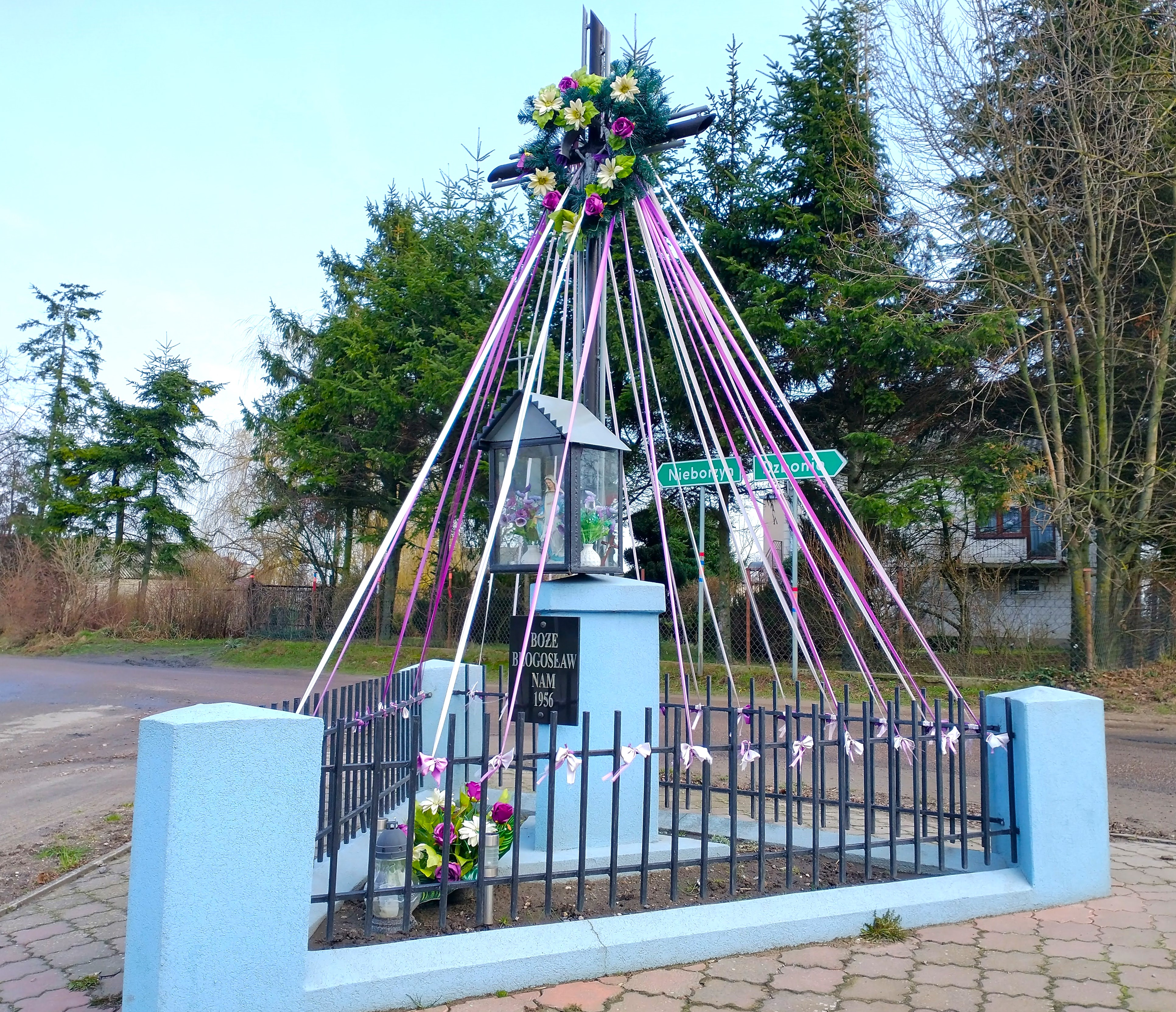
Kapliczka przydrożna

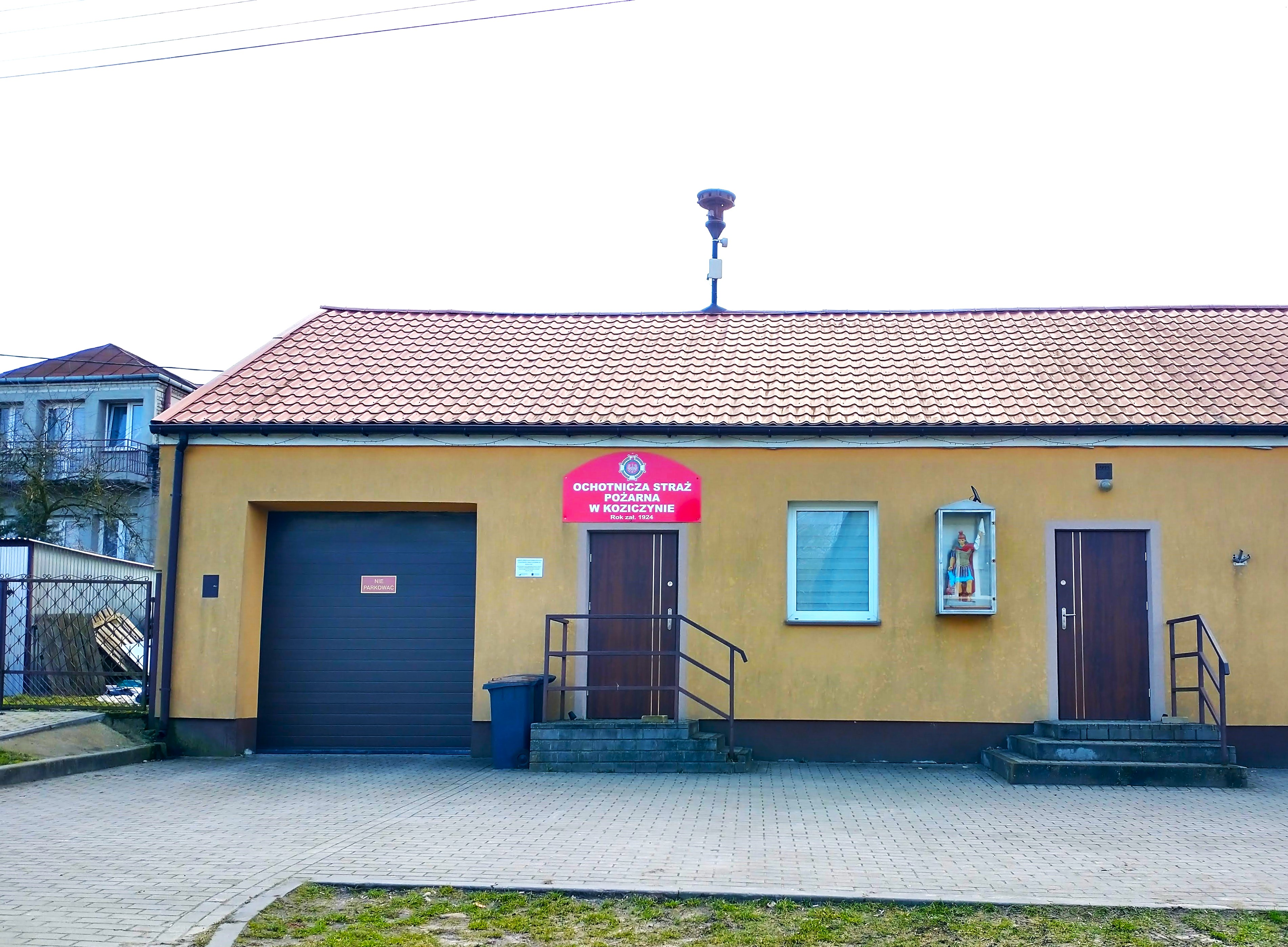
Remiza strażacka

Koziczyn – wieś sołecka w Polsce położona w województwie mazowieckim, w powiecie ciechanowskim, w gminie Regimin.
Miejscowość leży na granicy Wysoczyzny Ciechanowskiej z Wzniesieniami Mławskimi, nieopodal Sony.
| SIMC    | Nazwa      | Rodzaj    |
| ------- | ---------- | --------- |
| 0124618 | Koziczynek | część wsi |

Wieś szlachecka Koziczyno położona była w drugiej połowie XVI wieku w powiecie ciechanowskim. W latach 1975–1998 miejscowość administracyjnie należała do województwa ciechanowskiego.
Miejsce narodzin Bolesława Biegasa.

## Historia
Pierwszy raz wieś w formie Coziczino pojawiła się w 1396 r. w źródłach kościelnych jako własność książęca, i to zapewne któryś z władców uposażył nią jakiegoś rycerza, być może przy okazji kolonizacji lasu Gdzew. Jeszcze w XV wieku Koziczynek, będący obecnie częścią wsi, nie jest odróżniany od Koziczyna. Historycy przypuszczają, że wieś składała się z dwóch punktów osadniczych: właściwej wsi oraz oddalonego o około kilometr kościoła parafialnego. O jego istnieniu dowiadujemy się dzięki zapisowy procesu, jaki miał miejsce w 1457 r. między dziedzicami Kołaków a ciechanowskim plebanem Janem, który postulował ekskomunikę z powodu niepłacenia dziesięcin, gdyż według niego Kołakowscy od początku należeli do parafii w Ciechanowie. Petycja szlachty z Kołaków o przyłączenia dóbr do pobliskiego Koziczyna została pozytywnie rozpatrzona przez biskupa płockiego w 1458 r.
Trudno powiedzieć, kto był właścicielem wsi w następnych wiekach, aczkolwiek wieś Koziczyno w drugiej połowie XVI wieku była już wsią szlachecką w powiecie ciechanowskim ziemi ciechanowskiej. W pewnym momencie musieli je przejąć Radzymińscy, gdyż w II połowie XVIII wieku dobra koziczyńskie, podobnie jak pobliskie miejscowości Lipa oraz Szulmierz należały do Stanisława Radzymińskiego - podkomorzyca ciechanowskiego. Z opisu parafii dokonanego podczas wizytacji w 1775 roku wiadomo, że w swoich dobrach ufundował on szpital, będący czteroizbowym przytułkiem, w którym schronienie miało trzech ubogich. a także był kolatorem kościoła w Koziczynku. Opisano także ówczesny kościół parafialny, który nie był w najlepszym stanie. W konsekwencji, w latach 1781-82 powstał nowy kościół, który stoi do dziś. Proboszcz pobierał z Koziczyna 20 złotych polskich dziesięciny.

### XIX wiek
Pod koniec XVIII w. Koziczyn, podobnie jak Lipę i Szulmierz kupił Antoni Nosarzewski, przy czym dwie pierwsze wsie były wspólną własnością Michała Małowieskiego i Nosarzewskiego. W 1829 r. obaj współwłaściciele podzielili dobra - koziczyńskie pozostały przy Nosarzewskim. Były one dosyć rozległe: obejmowały Koziczyn, Koziczynek, Nieborzyn oraz "pół lasu Donoch", który obecnie należy do Szulmierza. Koziczyński proboszcz nadal pobierał dziesięcinę ze wsi, ale zamiast winnych 20 zł otrzymywał tylko 8 zł. W Księstwie Warszawskim Koziczyn znajdował się w departamencie płockim, powiecie przasnyskim, gminie Wierzbowo. 
Antoni zmarł w 1839 r., a dobra przejęła Leokadia z Romockich Cyprysińska, jego wnuczka. Cyprysińscy mieszkali na stale w Warszawie, a jednym śladem ich obecności w Koziczynie jest tablica nagrobna Konstantego Cyprysińskiego, syna Antoniego z pierwszego małżeństwa, który tu zmarł w 1855 r. podczas zarazy. Po śmierci Leokadii w 1858 r. w Szczawnicy-Krościenku oraz jej męża Antoniego w 1860 r. majątek Koziczyn odziedziczyły dzieci. Ostatecznie przez porozumienie cały majątek trafił do Marii Elżbiety Leokadii, która w 1867 r. wyszła za mąż za doktora medycyny Józefa Aleksandra Kinnela.
Na ten okres przypadło uwłaszczenie chłopów. Tabele likwidacyjne podają, że w Koziczynie uwłaszczono 44 chłopów, którzy otrzymali 162 morgi i 40 prętów. Wydzielono także działki pod szkołę i inne grunty wspólne. W Nieborzynie uwłaszczono 11 włościan, nadając im 206 mórg i 73 pręty, zaś w Koziczynku jednego, który otrzymał 20 mórg i 161 prętów. Pod koniec XIX wieku dobra Koziczyn składały się z folwarków Koziczyn i Detkensowo, wsi Koziczyn i Nieborzyn oraz osady Koziczynek. Ponadto w tym okresie, w 1877 r. w Koziczynie urodził się Bolesław Biegas, przyszły sławny artysta. Od 20 grudnia 1867 r. Koziczyn należał do gminy Regimin, powiatu ciechanowskiego w gubernii płockiej.
Trudno powiedzieć, czy Kinnelowie na stałe mieszkali na stale w Koziczynie. Chociaż żadne przekazy nie wskazują, by doktor tu prowadził praktykę lekarską, to wszystkie czworo dzieci Kinnelów urodziło się właśnie w Koziczynie. W 1890 r. zbudowano obecny neorenesansowy pałac na krawędzi wału morenowego. W tym samym roku zmarła Maria Kinnel, a jej majątek dokładnie spisano, nic nie pomijając, wszystko otrzymały jej córki. Józef Kinnel odkupił od córek należący do zmarłej żony majątek w Koziczynie. Wszystkie trzy córki otrzymały po 10 138 rubli rosyjskich oraz 92 kopiejki, a majątek 10 stycznia 1896 r. w pełni przejął ich ojciec. W 1900 r. przeprowadzono pomiar dóbr, który wykazał, że Koziczyn, Koziczynek oraz Nieborzyn liczą 1215 mórg i 189 prętów.
Od tego momentu majątek był stopniowo parcelowany, nie są znane jednak wszystkie transakcje sprzedaży działek. Już w 1898 r. Kinnel sprzedał koziczyńską część lasu Donoch, który został zakupiony przez Tatinę Kawelinę, a następnie przejął go Włościański Bank Kredytowy. Ten sam Bank przejął resztę majątku w 1902 r., kiedy zmarł Józef Kinnel. W konsekwencji z dóbr wydzieliła się Radomka, która objęła część ziemi sprzedanej bezpośrednio przez Bank oraz za pośrednictwem Żydów Gersza Rozentala i Mordkę Górnego. Zapewne także w tym czasie od dóbr koziczyńskich odłączył się Nieborzyn. Resztę zakupił w 1905 r. inżynier Brunon Tyszka.  

### Od XX wieku
Nowy właściciel rozwinął w majątku szeroką działalność społeczną i oświatową, sam bowiem był działaczem Polskiego Związku Ludowego i jego przywódcą w powiecie ciechanowskim. W Koziczynie kolportowano prasę, nielegalne wydawnictwa oraz odezwy, przechowywano zapasy broni. Organizowano spotkania po niedzielnych mszach, śpiewano patriotyczne pieśni, czytano i objaśniano odezwy. Koziczyn stał się ówczas głównym ośrodkiem narodowym w okolicy.  
Inżynier jednak nie był długo właścicielem, w 1913 r. sprzedał majątek za 28 tys. rubli Bronisławowi Derseville'owi, a ten za tę samą cenę w 1916 r. sprzedał Zygmuntowi Choromańskiemu. Rejestr pomiarowy w 1917 r. podał, że majątek Koziczyn liczy 158 mórg i 140 prętów, co oznaczało, że z dużego jeszcze majątku pod koniec XIX wieku niewiele pozostało. 
Leżąc na granicy naturalnego, strategicznego wału morenowego, Koziczyn wraz z Koziczynkiem bardzo zostały zniszczone podczas I wojny światowej i dwóch bitew przasnyskich. Front ponownie przebiegł przez wsie podczas wojny polsko-bolszewickiej, chociaż tu wyrządził mniejsze straty. Tutaj wędrowały dwie kolumny 205 Pułku Piechoty majora E. Dojana-Surówki, o czym przypomina zbiorowa mogiła żołnierska na cmentarzu w Koziczynku. W 1921 r., po przeprowadzeniu pierwszego spisu powszechnego, do folwarku w Koziczynie należały trzy domy, w których mieszkało 46 osób, do wsi włościańskiej 33 domy z 230 mieszkańcami, a w Koziczynku stały 3 domy zamieszkane przez 32 osoby. 
Zygmunt Choromański dał się poznać jako wybitny działacz społeczny i oświatowy w Koziczynie oraz całym ciechanowskiem. Był długoletnim prezesem Ochotniczej Straży Ogniowej w Ciechanowie, a z jego inicjatywy w 1924 r. w Koziczynie powstała Ochotnicza Straż Pożarna. Druhowie byli bardzo aktywni i ich wypracowane dochody w całości zabezpieczały ich potrzeby. OSP funkcjonuje do dziś z przerwą podczas wojny. Choromański, podobnie jak inż. Tyszka, mimo swojego zapału nie władał długo Koziczynem. W 1925 r. majątek nabyła Jadwiga z Czaykowskich Piotrowska, żona Stanisława z Leśnowoli. Majątek o wielkości zaledwie 88,69 hektarów wyceniono na 21 tys. dolarów. Wkrótce po przeprowadzce zmarł Stanisław Piotrowski, a rezydentem został brat Jadwigi, Jan Czaykowski. Piotrowska mieszkała w Koziczynie i pozostała jego właścicielką aż do wybuchu II wojny światowej. 
W 1939 r. pałac zajęli oficerowie sztabowi Reichsarbeitsdienstu. W lipcu 1940 r. Piotrowska z rodziną musiała przenieść się do oficyny, ale nadal mogła samodzielnie zarządzać majątkiem. Taka sytuacja trwała do lutego 1941 r. Wtedy to Koziczyn został podarowany awansowanemu na generala pułkownikowi Arbeitsdienstu Wiesemannowi, który osiadł tu w pałacu. W efekcie Piotrkowscy musieli opuścić majątek.  Koziczyn przez swoje położenie znów został poważnie zniszczony w 1945 r. Spłonęło wiele domów i stodoła dworska, a sam dwór był tak zdewastowany, że Piotrowscy po powrocie zamieszkali w oficynie. Wkrótce jednak musieli opuścić powiat na stałe, a niewielki majątek, mający 87,1 ha rozparcelowano.  
Przystąpiono wkrótce do odbudowy wsi, która z czasem tak się przybliżyła do Koziczynka, że ten został jej częścią. OSP reaktywowano w 1952 roku. W tym samym roku, po zlikwidowaniu gminy Regimin, Koziczyn trafił do gromady Szulmierz, w której pozostał do 1972 roku, kiedy to przywrócono podział na gminy i ponownie znalazł się w gminie Regimin. 

## Współcześnie
Koziczyn obecnie jest typowo rolniczą wsią, będącą jednak też ważnym ośrodkiem kulturowym dla gminy Regimin oraz, przez wpływ parafii, sąsiedniej gminy Opinogóra Górna. W roku 2021 liczył 199 mieszkańców. 
W Koziczynku znajduje się parafia pw. św. Dionizego oraz cmentarz parafialny.